# Луков, Христо Николов
Христо Николов Луков (Христо Колев Луков; 6 июня 1888, Варна — 13 февраля 1943, София) — болгарский генерал, военный министр царской Болгарии в 1935—1938. Крайне правый националист, видный деятель болгарского фашизма, лидер Союза болгарских национальных легионов. Активный сторонник альянса с Третьим рейхом во Второй мировой войне. Убит боевой группой компартии.

## Боевой офицер
Окончил Военное училище в Софии (1907). В период Балканских войн в 1912—1913 был адъютантом во 2-м артиллерийском полку. Во время Первой мировой войны, в 1915—1918, командовал батареей в 1-м гаубичном полку, затем гаубичным отделением в 27-м артиллерийском полку.

## Артиллерист и теоретик
В 1919—1924 последовательно командовал 2-м и 4-м артиллерийскими полками. В 1924—1928 — начальник Артиллерийской стрелковой школы. Редактировал издание «Артилерийски преглед», читал лекции в Артиллерийской школе и в Военной академии. В 1928—1934 — начальник Учебного отделения Артиллерийской инспекции. В 1934—1935 — командир 2-й, затем 3-й пехотной дивизии.
Был известен как военный теоретик. Первые работы («Тактические задачи с решениями» и «Военная игра») опубликовал ещё до Балканских войн. Автор книги «Моторизация армии» (1928), статей по артиллерийскому делу, опубликованных в изданиях «Военен журнал» (1920—1934) и «Артилерийски преглед» (1928—1934).

## Министр-легионер
23 ноября 1935 генерал-майор Х. Луков был назначен военным министром в правительстве Георгия Кьосеиванова. Вскоре он был повышен в звании до генерал-лейтенанта. Участвовал в активной борьбе против ВМРО.
На министерском посту уделял основное внимание разработке стратегических и оперативных планов военного столкновения с Югославией, Грецией, Румынией. Велось интенсивное укрепление болгарских границ, было начато перевооружение армии. Политика Лукова явно была ориентирована на будущее территориальное расширение военным путём.
Придерживался праворадикальных националистических взглядов. С начала 1930-х он являлся лидером Союза болгарских национальных легионов. Идеология организации включала выраженные элементы фашизма и национал-социализма. От других националистических группировок легионеры отличались социальным популизмом и ориентацией на прямое действие, вплоть до физических атак на левых и коммунистов. Политическим союзником легионов являлась массовая крайне правая партия — Народное социальное движение Александра Цанкова.
В 1936 Александр Цанков планировал государственный переворот и установление режима по типу итальянского фашизма. Важным условием успеха этих планов являлась поддержка со стороны министра Лукова. Однако этот проект был сорван царём Борисом III.
По некоторым данным, генерал Луков со своей стороны рассматривал вопрос об организации военного переворота и установлении военной диктатуры, ориентированной на нацистскую Германию. Иногда утверждается, будто он выступал за усиление антисемитизма в болгарском законодательстве и государственной политике. Антисемитская риторика была характерна для легионов, но документальные подтверждения такой позиции Лукова отсутствуют. Более того, существуют предположения о коммерческих связях Лукова с еврейской буржуазией.
Отношения генерала Лукова с Борисом III носили сложный характер. Демонстрируя лояльность, 3 марта 1936 Луков в интересах монарха распустил влиятельную офицерскую организацию Военный союз, членом которой сам являлся. Однако связи Лукова с Цанковым, слишком явная ориентация на Германию, руководство оппозиционными легионами вызывали у царя недовольство и опасения. 24 января 1938 Христо Луков был снят с должности военного министра, на следующий день уволен в запас из армии. На его место был назначен Теодосий Даскалов.

## Прогерманский курс
В годы Второй мировой войны Христо Луков выступал за тесный союз с Германией. Он являлся одним из главных лоббистов немецких интересов в Болгарии, поддерживал прямую связь с германским послом Адольфом-Хайнцем Бекерле и германскими военно-разведывательными органами.

Луков, по его собственному признанию, поддерживал связи с доктором Делиусом, шефом немецкой военной полиции у нас.

Богдан Филов, премьер-министр Болгарии в 1940—1943

В то же время Луков, понимая общественные настроения, не был сторонником отправки болгарских войск на Восточный фронт (неофициальная вербовка некоторого количества добровольцев-легионеров не означала объявления войны СССР).
Жёстко антикоммунистическая и чётко прогерманская позиция делала его главным врагом коммунистического и просоветского подполья. Особые опасения вызывала перспектива возвращения Лукова в правительство.

Этот негодяй, вероятно, уже подготовил бойню для болгарского народа. Он должен быть ликвидирован прежде, чем станет премьер-министром.

Методий Шаторов

## Убийство. Ложная версия
В 1942 Центральная военная комиссия БКП вынесла генералу Лукову смертный приговор. В начале следующего года приговор был приведён в исполнение членами боевой группы БКП Иваном Бураджиевым и Виолетой Яковой: Луков был убит рядом с собственным домом на софийской улице Тракия.
В Советском Союзе (между СССР и Болгарией во время Второй мировой войны поддерживались дипломатические отношения) ответственность за убийство Лукова первоначально была возложена на власти Болгарии.

Москва бросает правительству обвинение в убийстве Лукова.

Богдан Филов

Это выглядело отчасти правдоподобным, поскольку Борис III и его правительство были недовольны фашистским радикализмом Легионов и их лидера.

Вдруг Москва решила помочь болгарской полиции и открыть наши глаза на истину об убийстве очень малого для неё масштаба! Зачем?

В то время правительство Филова и Борис III имели двух врагов — просоветскую Коммунистическую партию и прогерманский Союз болгарских национальных легионов. Русские финансировали одних, германцы — других. Одни представляли интересы Советов, другие — Гитлера и Рейха…

В политике морковки и палки Луков был палкой, дамокловым мечом, который висел над короной и мог упасть в любое время, когда Берлин посчитает, что его интересы в Болгарии находятся под угрозой… На встрече с Филовым и Габровским Борис III говорил об опасности от Лукова чаще, чем о большевистской.

## Современный «Луковмарш»
В современной Болгарии Христо Луков считается спорной исторической личностью. Однако на доме № 1 по улице Тракия решением софийского муниципалитета установлена мемориальная доска.
Христо Луков является культовой фигурой для ультраправых политических сил. Ежегодно с 2003 радикально-националистические организации проводят в феврале уличные шествия и митинги, получившие название Луковский марш. Это мероприятие превратилось для болгарских ультраправых в главную консолидирующую акцию.

## Кинообраз
Убийство Христо Лукова отражено в известном болгарском фильме «Чёрные ангелы». Картина снята в 1970, к тому времени версия об ответственности царского правительства давно была оставлена. Ликвидацию совершают молодые боевики компартии.
Луков как персонаж выведен в образе генерала Лазарова — «командующего гарнизоном Софии, оголтелого фашиста, заклятого врага большевистской России, поборника отправки болгарских войск на Восточный фронт» (точное соответствие в этой характеристике отсутствует). Эту роль — эпизод убийства генерала занимает несколько секунд — исполнил народный артист НРБ Андрей Чапразов.

## Звания
- С 15 августа 1907 — подпоручик;
- С 4 сентября 1910 — поручик;
- С 1 ноября 1913 — капитан;
- С 1 января 1918 — майор;
- С 30 января 1923 — подполковник;
- С 26 марта 1928 — полковник;
- С 6 мая 1935 — генерал-майор;
- С 25 января 1938 — генерал-лейтенант.

## Награды
- Орден «За храбрость» 4-й степени 1-го и 2-го класса.
- Орден святого Александра 4-й степени с мечами и 3-й степени без мечей.
- Орден «За военные заслуги» 1-й степени.
- Железный крест 2-го класса (Германия).